# Raddington
Raddington är en by i civil parish Chipstable, i enhetskommunen Somerset, i grevskapet Somerset, i England. Byn är belägen 20 km från Minehead. Raddington var en civil parish fram till 1933 när blev den en del av Chipstable. Civil parish hade 62 invånare år 1931. Byn nämndes i Domedagsboken (Domesday Book) år 1086, och kallades då Radingetune/Radingetuna/Radinghetona.